# Medium (taalkunde)
Het medium in de taalkunde is een grammaticale vorm van het werkwoord die voorkomt in klassieke talen zoals het Sanskriet, Grieks en Latijn. Het houdt het midden tussen de actieve en passieve vorm van het werkwoord.
In het Latijn worden de passieve en actieve werkwoordsvormen de genera verbi genoemd. In het Grieks wordt het verschijnsel dat er een passieve en actieve werkwoordsvorm bestaat diathesis genoemd. Ook het medium behoorde tot de genera verbi. Het wordt gebruikt om aan te geven dat de handeling zowel uitgaat van als gericht is op het subject.